# Lancisa

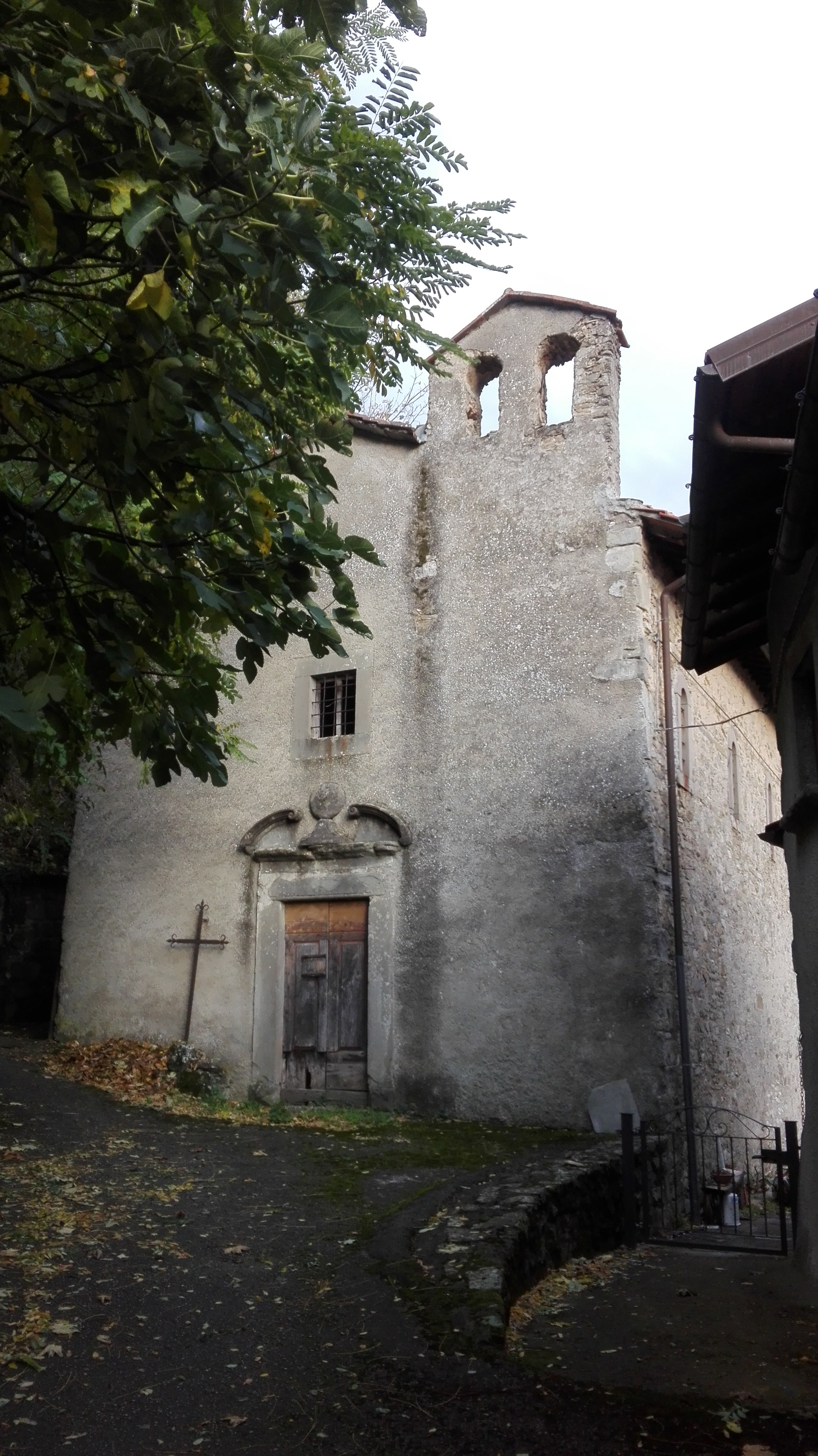
Oratorio di Santa Maria in Lancisa

Lancisa (già Ancisa) è una frazione del comune italiano di San Marcello Piteglio, nella provincia di Pistoia, in Toscana.

## Geografia fisica
Il paese di Lancisa è situato ad un'altitudine di 800 metri, nella Montagna pistoiese ai piedi del poggio Ancisano e della Serra Maggiore, sullo spartiacque dei torrenti Volata, Verdiana e della Forra del Comune. Dell'abitato fanno parte inoltre le località di Andia Paradiso, Il Serrino, Casa Sperandini, Il Trogo, Ripi, Castelluccio e Castel di Mura.

## Storia
Le citazioni più antiche di Lancisa risalgono al XIII secolo, quando era parte della giurisdizione di Lizzano; non era ancora sede parrocchiale, ma già vi si trovava una cappella dedicata a Santa Maria.
Fra il 1551 e il 1568 venne formato il comune autonomo di Lancisa e Spignana, dove nella prima risiedeva l'esecutivo di giunta. Le località assieme avevano una popolazione di 1 625 abitanti. Nel 1775 il comune fu sciolto ed entrò a far parte della Comunità della Montagna di Pistoia.
Fino al 2016 è stata frazione del comune di San Marcello Pistoiese. Dal 2017 è frazione di San Marcello Piteglio, nato dalla fusione con Piteglio.

## Monumenti e luoghi d'interesse
- Cappella di Santa Maria,[6] piccola costruzione risalente al XVI secolo che faceva parte, insieme agli oratori di San Giovanni a Cella, Sant'Andrea a Pratale e la Madonna di Rio di Prata, della parrocchia di Santa Maria Assunta a Lizzano.[7] Presso l'archivio parrocchiale è custodito il registro degli obblighi di Lancisa dal 1896 al 1903.[8]
- Sito archeologico di Castel di Mura[9], antica fortificazione medioevale, punto fondamentale del sistema di difesa e doganale del comune di Pistoia e del Granducato di Toscana poi. È stato a lungo sede del Capitanato della Montagna.